# Провулок Станіслава Губаря (Черкаси)
Провулок Станіслава Губаря — провулок в Черкасах.

## Розташування

Перша ділянка

Провулок простягається у південно-східному напрямку і складається з 3 відокремлених частин. Перша ділянка (240 метрів) проходить від вулиці Юрія Іллєнка і є ніби продовженням провулку Матросова, та закінчується тим, що впирається у 9-поверховий будинок, який стоїть перпендикулярно до провулку. Друга ділянка (280 метрів) розпочинається від вулиці Чехова і закінчується перетином з вулицею Кобзарською. Третя ділянка (240 метрів) розпочинається з тупика, який утворився після побудови 5-поверхового перпендикулярно розташованого будинку по вулиці Корбзарській і закінчується перетином з вулицею Сінною.

## Опис
Провулок заасфальтований, повністю забудований приватними будинками, на початку першої ділянки ліворуч до провулку виходить територія дитячого садочка «Берізка».

## Походження назви
Провулок був утворений 1950 року і названий на честь радянської партизанки Зої Космодем'янської. Перша ділянка раніше називалась провулком Чехова, який 1967 року був приєднаний до провулку Зої Космодем'янської.
На сесії Черкаської міської ради 22 грудня 2022 перейменували на провулок Станіслава Губаря.